# Tina (filme de 2021)
Tina é um documentário americano-britânico de 2021, dirigido por Dan Lindsay e T. J. Martin, que acompanha a vida e a carreira da artista estadunidense Tina Turner.
O filme teve sua estreia mundial no  Festival Internacional de Cinema de Berlim, em março de 2021, e lançamento nos Estados Unidos em 27 de março de 2021, pela HBO.

## Enredo
O filme segue a vida e a carreira da artista estadunidense Tina Turner, com Turner aparecendo no filme ao lado de Angela Bassett, Oprah Winfrey, Kurt Loder, Katori Hall, Erwin Bach, Carl Arrington, Jimmy Thomas, Le'Juene Fletcher, Ronda Graam, Roger Davies, e Terry Britten.

## Produção
Em maio de 2018, foi anunciado que o filme seria dirigido por Dan Lindsay e T. J. Martin, contaria com a participação de Tina Turner, e que a Altitude Film Distribution seria a distribuidora no Reino Unido.

## Lançamento
O filme terá sua estreia mundial no Festival Internacional de Cinema de Berlim, em março de 2021, com previsão de ser lançado nos Estados Unidos em 27 de março de 2021, pela HBO.